# Hemiteles piceus
Hemiteles piceus là một loài tò vò trong họ Ichneumonidae.